# Carpineto della Nora
Pour les articles homonymes, voir Carpineto (homonymie).
Carpineto della Nora est une commune de la province de Pescara, dans les Abruzzes, en Italie.

## Administration
| Période                                  | Période  | Identité          | Étiquette | Qualité |
| ---------------------------------------- | -------- | ----------------- | --------- | ------- |
| 5 avril 2005                             | En cours | Giovanni Morretti |           |         |
| Les données manquantes sont à compléter. |          |                   |           |         |

### Hameaux
Boschetto, La Fara, Maddalena, San Bartolomeo Superiore, Santa Lucia.

### Communes limitrophes
Brittoli, Civitella Casanova, Ofena (AQ), Vicoli, Villa Celiera, Villa Santa Lucia degli Abruzzi (AQ).